# Biblische Speisegebote
Die biblischen Speisegebote gehören zu den religiösen Speisevorschriften und lassen sich differenzieren in:
1. Speisegebote im engeren Sinn: Nahrungstabus und Vorschriften über die Zubereitung erlaubter Lebensmittel;
2. Reinheitsgebote: Regelungen der Art und Weise der Nahrungsaufnahme, d. h. wie sich ein Mahlteilnehmer selbst vorbereitet (etwa durch rituelle Händewaschung) und wie die bei der Mahlzeit benutzten Gefäße zu behandeln sind.

Für die jüdische Religion wie sie in der Tora bzw. im Tanach fundiert wurde, ist eine zentrale Ordnungskategorie die Unterscheidung in der „handlungsbegleiteten Welt“  durch die Begriffe „rein“ (hebräisch טהר) und „unrein“ (hebräisch טמא) begründet. Der Zustand der Reinheit ist eine Voraussetzung für die Kommunikation mit dem „Ewigen“ (JHWH).
Für das Urchristentum wurde die Befolgung der Speisegebote wegen der Mission unter Nichtjuden zu einer drängenden Frage, denn nur mit einem (Minimal-)Konsens ließ sich Tischgemeinschaft praktizieren.

## Religionsgeschichtliche Einordnung
Nach Mary Douglas sind Reinheitskonzeptionen in allen Religionen und Kulturen anzutreffen. Die Klassifizierung der Objekte und Personen der eigenen Umgebung in rein und unrein mündet in Regeln, wie das Ich damit in Kontakt treten darf. So entstehen Normen des sozialen Verhaltens: Abgrenzung nach außen und Einheit – bei gleichzeitiger Binnendifferenzierung – in der eigenen Gemeinschaft. Da jede Kultur ihre eigene Reinheitskonzeption hat, funktioniert diese als Mittel zur Konstruktion der eigenen Identität. Im Zuge der Neuen Perspektive auf Paulus wird von Krister Stendahl und anderen die These vertreten, dass Paulus von Tarsus nicht so sehr mit der Bedeutung der Tora als „Heilsweg“ für Christen ringe, sondern mit ihrer Bedeutung für die Konstruktion einer (eigenen) jüdischen Identität und die Abgrenzung nach außen.

## Antikes Judentum
Die Speisegebote waren im antiken Judentum kein fixes System, sondern ein Bündel zahlreicher Vorschriften (Halachot), die in ständiger Entwicklung waren. Die in den beiden Listen Lev 11  und Dtn 14  niedergelegten Speisegebote hatten besonders große Bedeutung, da sie von allen toraobservanten Juden beachtet wurden. Beide Texte stellen eine Verbindung zwischen der Heiligkeit Israels und der Meidung von „abscheulichen“ Speisen her (hebräisch שֶׁקֶץ šæqæṣ). Inhaltlich geht es vor allem um den Verzehr von Fleisch: Das Fleisch welcher Tiere kommt als Nahrungsmittel in Betracht? Wie werden diese Tiere getötet? Wie wird ihr Fleisch zubereitet?
Mit dem toragegebenen jüdischen Speisegesetzen (hebräisch כַּשְרוּת Kaschrut) als Vorschriften für die Herstellung und Verwendung von Speisen und Getränken, gab es darüber hinaus noch die Möglichkeit der Interpretationen und Auslegung, wie dies etwa im rabbinischen Judentum erfolgte. Mit dem Einhalten der Vorschriften wird nach jüdisch-spiritueller Vorstellung eine Harmonie zwischen „Körper“ und „Seele“ erreicht. Ernährung und gottgerechtes seelisches Leben stehen in Wechselbeziehung, ein reines Leben der Seele ist nach jüdischer Tradition auch bedingt durch eine reine Nahrung.

### Schlachtungserlaubnis und Bluttabu
Als Priesterschrift bezeichnet die alttestamentliche Exegese eine schriftliche Quelle, die mit älteren Stoffen zum Gesamtwerk der Tora vereinigt wurde. Sie teilt die Geschichte in drei Epochen:
- Von der Schöpfung bis zur Sintflut.
- Ausbreitung der Menschheit über die ganze Erde und Aussonderung der Familie Abrahams.
- Vom Abrahambund (Gen 17) bis zum Beginn des Gottesdienstes im Zeltheiligtum.

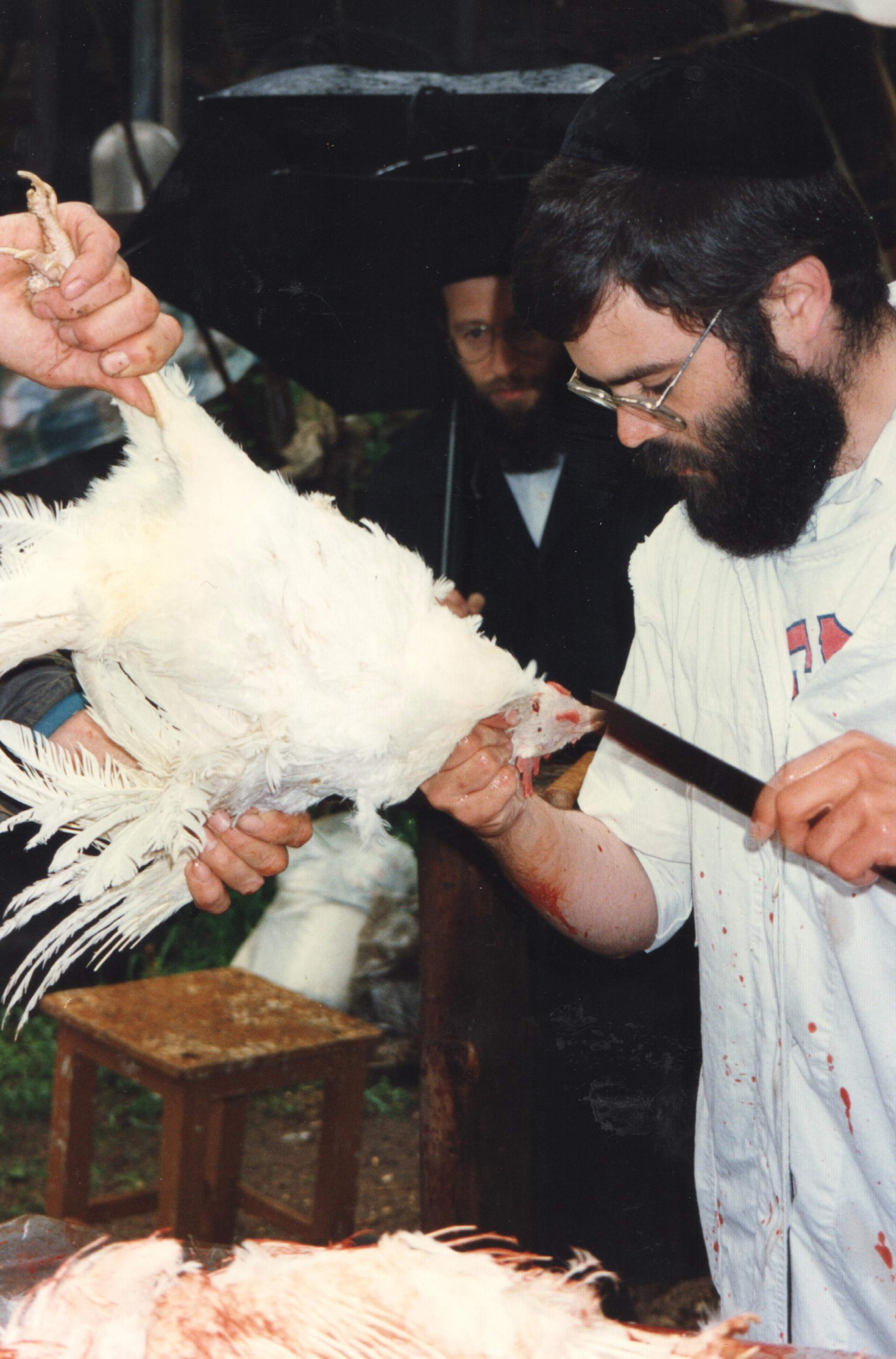
Schächten eines Huhns

Jede dieser drei Perioden ist mit Speisegeboten verbunden. Menschen und Tiere sind nach Gen 1,29–31  Vegetarier mit getrenntem Speiseplan. Da Fische und Haustiere nicht mit den Menschen um Nahrung konkurrieren, werden sie hier nicht besonders erwähnt. Am Ende der priesterschriftlichen Sintfluterzählung wird Fleisch als Nahrungsmittel toleriert. „In die Zeit zwischen Schöpfung und Sinaioffenbarung fällt die Stiftung der Ordnungen für das jüdische Leben in seiner heidnischen Umwelt. Hierzu … [gehört] die Erlaubnis des Schlachtens bei grundsätzlichem Verbot des Blutgenusses (Gen 9).“

„Dann segnete Gott Noach und seine Söhne und sprach zu ihnen: Seid fruchtbar, mehrt euch und füllt die Erde! Furcht und Schrecken vor euch soll sich auf alle Tiere der Erde legen, auf alle Vögel des Himmels, auf alles, was sich auf der Erde regt, und auf alle Fische des Meeres;  in eure Hand sind sie gegeben. Alles, was sich regt und lebt, soll euch zur Nahrung dienen. Das alles übergebe ich euch wie die grünen Pflanzen. Nur Fleisch mit seinem Leben, seinem Blut, dürft ihr nicht essen.“

Um das Tabu des Blutgenusses zu beachten, ist eine bestimmte Form der Schlachtung (Schächten) erforderlich. Ob das Fleisch eines Tieres gegessen werden darf oder nicht, hängt also nicht nur von der Tierart ab, sondern von der Art, wie das Tier verstorben ist. Tiere der zum Verzehr erlaubten Arten, die durch Verletzung, Krankheit oder Alter gestorben sind, kommen als Nahrung eigentlich nicht in Betracht, aber die Strenge des Verbots innerhalb der Tora variiert: wer Aas berührt oder verzehrt hat, ist für einen gewissen Zeitraum unrein.

### Listen reiner und unreiner Tiere
Die neuere Forschung nimmt meist an, dass beide Texte Lev 11 und Dtn 14 unabhängige Bearbeitungen einer gemeinsamen Quelle sind.

#### Priesterschrift
Als Auftakt der priesterschriftlichen Weisung über Reinheit und Unreinheit (Lev 11–16) findet sich in Kapitel 11 eine Liste der reinen und unreinen Tiere. Ein Grundbestand, der sich in den Versen 1–23.41–42 findet, wurde von mehreren Redaktoren erweitert.
In ihrer ursprünglichen Form teilte die Liste die Tierwelt in folgende Kategorien, die aufgrund ihrer Entstehungszeit nicht kompatibel sind mit moderner zoologischer Klassifikation:

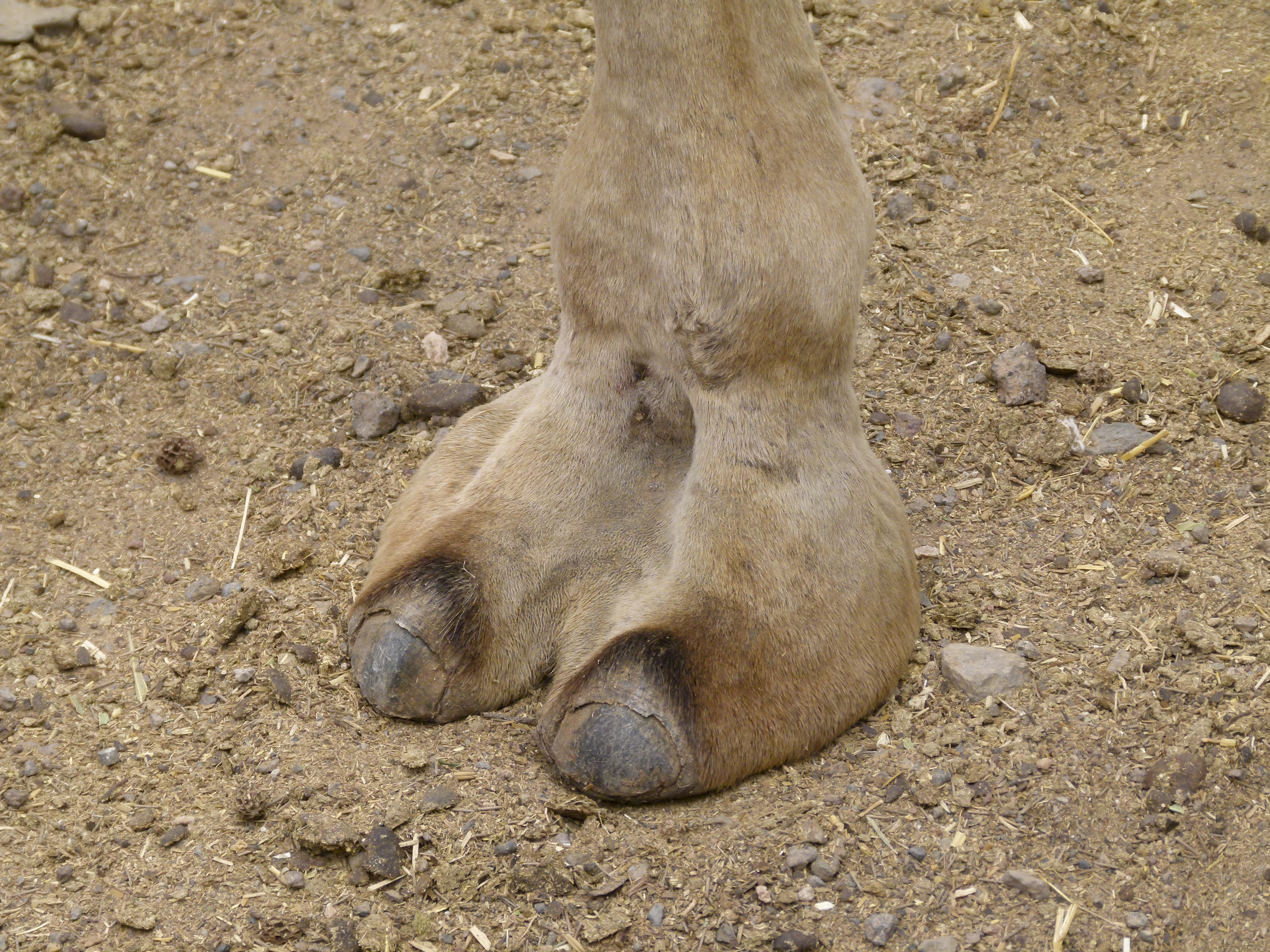
Das Kamel, ein Schwielensohler, wurde nach dem Augenschein nicht als Paarhufer erkannt

- Vierfüßler, unterschieden in Vieh und Wildtiere. Für beide gilt eine gemeinsame Regel: Was wiederkäut und durchgespaltene Hufe hat (=Paarhufer), darf gegessen werden. Die Einordnung folgt dem Augenschein, deshalb wird das Kamel nicht unter die Paarhufer gerechnet und als unrein bezeichnet. Die Kaubewegungen von Klippschliefern und Hasen werden als Wiederkäuen interpretiert, aufgrund des Kriteriums ihrer Füße wird aber festgestellt, dass beide Tierarten unrein sind. Die ganze Systematik der Vierfüßler verfolgt das Ziel, das (Wild-)Schwein als unrein zu kennzeichnen: „Der Herrscher des Universums weiß, daß es kein anderes Tier gibt, das gespaltene Hufe hat und unrein ist als das Schwein.“ (Babylonischer Talmud, Chullin 59a)[15]
- Wassergewimmel. Aus der Perspektive des Binnenländers wird bündig festgestellt, dass essbare Fische Flossen und Schuppen haben müssen. Alle übrigen Wassertiere werden als „abscheulich“ bezeichnet. Fisch spielte für den Speiseplan der Jerusalemer Bevölkerung kaum eine Rolle: im Toten Meer gibt es keine Fische, der See Genezareth ist zu weit entfernt, als dass Fische von dort nach Jerusalem gebracht worden wären, und das östliche Mittelmeer war in der Antike relativ fischarm. Die atlantische Fauna des Mittelmeers fand dort aufgrund des subtropischen Klimas ungünstige Bedingungen vor. Durch den Bau des Sueskanals änderte sich der Fischreichtum dieser Gewässer im 19. Jahrhundert grundlegend: sie wurden von der Fauna des Roten Meers besiedelt (Lessepssche Migration). Jacques Briend meint, dass der gerade Küstenverlauf südlich des Karmel der antiken Fischerei keine gute Voraussetzungen geboten habe. Die Konsequenz daraus ist, dass die antiken Jerusalemer Fisch allenfalls als Stockfisch kannten und in der ganzen Hebräischen Bibel keine einzige Fischsorte namentlich genannt wird, wohl aber die Meeresfabelwesen Tanninim und Leviathan.[16]
- Geflügeltes. Im Gegensatz zu den Wassertieren wird die Vogelwelt arten- und kenntnisreich präsentiert. Hier spiegelt sich die Bedeutung des Jordantals für die Route von Zugvögeln. Tauben werden in der Tora als Opfertiere genannt, für den Speiseplan hatten Wachteln eine gewisse Bedeutung, und seit der Perserzeit wurde das Huhn als Haustier gezüchtet. Die Vogelliste in Lev 11,13–19 EU geht darauf aber nicht ein, sondern zählt zahlreiche „abscheuliche“ geflügelte Tiere auf. Ihre Namen sind sehr schwer zu interpretieren, weil sie lautmalerisch aufgrund ihres Rufes charakterisiert wurden.[17] Gesichert sind Rabe, Storch, Wiedehopf und verschiedene Geierarten[18] sowie die Fledermaus. Ein gemeinsames Kriterium für ihre „Abscheulichkeit“ könnte darin bestehen, dass sie Aasfresser und/oder nachtaktiv sind.[19] Einige verbotene Vögel dieser Liste galten im östlichen Mittelmeerraum als essbar: Strauß, Wiedehopf, Pelikan und Kormoran.[20] Straußenvögel haben bis heute als Fleischlieferanten Bedeutung; für ihre Qualifizierung als „abscheulich“ werden zwei Argumente genannt: sie halten sich in Ruinen auf, und diese galten als dämonische Orte. Als flugunfähige Vögel entsprachen sie nicht voll ihrer Kategorie und waren eine Art Mischwesen. Beim Kormoran wird vermutet, dass die antike Kormoranfischerei ihn als Fleischlieferanten disqualifizierte: Sei es, dass der Mensch zu zahmen Kormoranen (und ähnlich auch zu zahmen Wiedehopfen) eine emotionale Beziehung aufbaute; sei es, dass man seine Hilfe für den Menschen als Betrug an anderen Vögeln interpretierte. Die Meinung, dass der Mensch durch den Genuss eines Tiers dessen Eigenschaften in sich aufnimmt, ist weit verbreitet und findet sich beispielsweise im Aristeasbrief.[21]

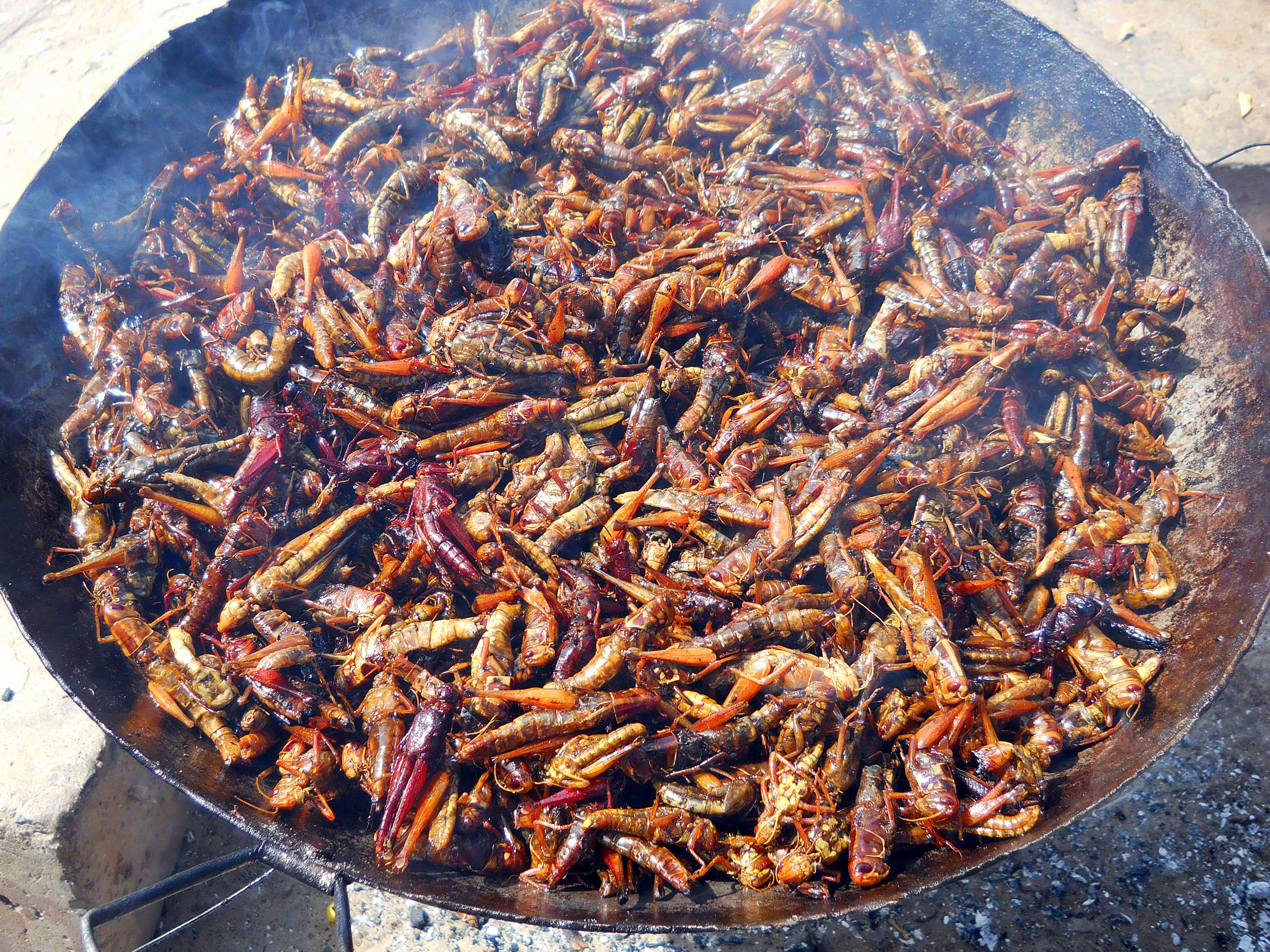
Heuschrecken werden in afrikanischen Ländern als Nahrungsmittel verwendet, hier ein Heuschreckengericht aus dem Tschad. Die Tora bezeichnet einige Heuschreckenarten als koscher, bei jemenitischen Juden zählen Heuschrecken bis heute zu den Nahrungsmitteln

- Luftgewimmel. Fluginsekten, die seltsamerweise als „vierfüßig“ bezeichnet werden, gelten allesamt als „abscheulich“, mit Ausnahme der Heuschrecken, von denen vier Arten namentlich genannt und als essbar bezeichnet werden.[22]
- Landgewimmel. Die Verse Lev 11,41–42 EU sind im Endtext durch einen Nachtrag vom Rest der Liste getrennt, bilden aber damit eine Einheit. Alles Kleingetier unter den Landtieren ist „abscheulich“ und ungenießbar. Gemeint sind etwa Schlangen, Tausendfüßler, Käfer.[23]

Ein erster Nachtrag zu der Liste findet sich in Lev 11,24–38 . Er erläutert, was im Fall der Verunreinigung durch Tiere geschehen soll, und beantwortet in Vers 26 die Frage, wie Huftiere (Pferd, Esel, Maulesel, Onager) einzuordnen sind. Sie sind gemeint, wenn in der Begrifflichkeit der Priesterschrift von Tieren, die weder Wiederkäuer noch Paarzeher sind, die Rede ist. Im Alltag spielten sie als Last- und Reittiere eine wichtige Rolle. Deshalb ist auch nicht, wie man den Text missverstehen könnte, die Berührung der lebenden Huftiere verboten, sondern ihr Aas macht unrein. Auch Tiere mit Pfoten (z. B. Bären, Hunde, Katzen, Füchse) sind nach Vers 27 zum Verzehr verboten. Eine weitere Präzisierung listet in Vers 29–30 acht Arten von Landgewimmel namentlich auf, die aufgrund ihrer Größe als Nahrung in Betracht kamen und deshalb ausdrücklich verboten wurden. Auch hier ist die Übersetzung der Tiernamen sehr schwierig.
In diesem Nachtrag finden sich im Blick auf die Wirkungsgeschichte wichtige Regelungen über rituelle Unreinheit von Gefäßen. Gefäße können durch unreine Speise selbst Unreinheit annehmen und übertragen diese Unreinheit dann an jeden Inhalt, mit dem sie befüllt werden. Eine wichtige Konsequenz ist, dass Nahrungsmittel in Gefäßen stets trocken gelagert werden.
Ein weiterer Nachtrag in den Versen 43–45 schärft die „Abscheulichkeit“ des Landgewimmels noch einmal ein. Dass das so betont wird, könnte damit zusammenhängen, dass einige hierunter kategorisierte Tiere als Schädlinge häufig in der Nähe von Nahrungsmitteln zu finden sind.

#### Deuteronomium (hebräischדְּבָרִיםDevarim)
Die Besonderheit von Dtn 14 gegenüber Lev 11 besteht darin, dass die zum Verzehr geeigneten großen Landtiere nun auch namentlich genannt werden. Eindeutig ist die Bezeichnung der Haustiere: Rind, Lamm, Zicklein. Bei den Wildtieren dagegen bestehen seit der Antike verschiedene Interpretationen. Im 12. Jahrhundert war den jüdischen Gelehrten unklar, welche Tiere mit den Begriffen jaḥmûr, dîšôn, tə’ô und zæmær gemeint waren, so dass Raschi an dieser Stelle altfranzösische Übersetzungen vorschlug.
| Hebräisch | Hebräisch | Antike griechische Übersetzung (Septuaginta) | Rabbinerbibel (1848) | Die Schrift (1929) | Zürcher Bibel (2007)     | Einheitsübersetzung (2016) | Lutherbibel (2017) |
| --------- | --------- | -------------------------------------------- | -------------------- | ------------------ | ------------------------ | -------------------------- | ------------------ |
| איל       | ’ajjal    | Hirsch                                       | Reh                  | Hirsch             | Hirsch                   | Damhirsch                  | Hirsch             |
| צבי       | ṣəvî      | Gazelle                                      | Hirsch               | Gazelle            | Gazelle                  | Gazelle                    | Reh                |
| יחמור     | jaḥmûr    | Antilope                                     | Jachmur              | Damwild            | Damhirsch                | Rehbock                    | Damhirsch          |
| אקו       | ’aqqô     | Bockhirsch                                   | Steinbock            | Steinbock          | Wildziege                | Wildziege                  | Steinbock          |
| דישון     | dîšôn     | Weißsteiß                                    | Dischon              | Antilope           | alle Arten von Antilopen | Wisent                     | Gämse              |
| תאו       | tə’ô      | Steinbock                                    | Büffelochs           | Steppenkuh         | alle Arten von Antilopen | Wildschaf                  | Auerochs           |
| זמר       | zæmær     | Giraffe                                      | Samer                | Bergziege          | alle Arten von Antilopen | Steinbock                  | Antilope           |

### Böcklein in Milch
Eine verbotene Zubereitung an sich erlaubter Speisen ist das Kochen eines Böckleins in der Milch seiner Mutter (Dtn 14,21 ), die sich innerhalb der Tora gleichlautend auch im Bundesbuch (Ex 23,19; Ex 34,26) findet. Weder gibt es eine Begründung für diese Regel, noch erfährt der Leser, ob ein trotz des Verbots auf diese Weise gekochtes Gericht gegessen werden darf. Bereits der Targum Onkelos (2. Jahrhundert n. Chr.) verstand dieses Verbot in einem umfassenden Sinn: „Du sollst nicht Fleisch in Milch essen.“ (aramäisch: לא תיכלון בשר בחלב)
Der Sinn des ursprünglichen Verbots wird kontrovers diskutiert. Menahem Haran meint, dass das Verbot die besondere Beziehung zwischen einer Tiermutter und ihrem Nachwuchs unter Schutz stellt, und vergleicht Ex 22,28–29 , Lev 22,27–28  und Dtn 22,6–7 . Jacob Milgrom zufolge ist es in all diesen Fällen verboten, die Sphären von Leben und Tod zu vermengen.
Einem anderen Erklärungsansatz folgt Othmar Keel, der auf die altorientalische Ikonografie des säugenden Muttertiers mit dem Jungen verweist. Ohne im syro-palästinischen Raum fest mit einer Gottheit verbunden zu sein, wurde diese Szene „als Manifestation göttlichen Wohlwollens und daraus resultierenden Zärtlichkeit und Lebenslust“ verstanden. Die JHWH-Verehrer partizipierten, so Keel, an dieser Ikonografie und dem daraus folgenden Speisetabu.
Casper J. Labuschagne schlägt folgenden Sitz im Leben für das Verbot vor: Bei den Pilgerfesten Sukkot und Schawuot wurden die eine Woche alten Erstlinge, die nach Ex 22,30  geopfert werden sollen, zum Heiligtum gebracht. Die schmackhafteste Weise, das Fleisch anschließend zu verzehren, war, es in Milch zu kochen. Die Milch des mitgeführten Muttertiers war leicht verfügbar. Colostrum hat aber eine rötliche Farbe und enthält Blut. Da man nicht genau bestimmen kann, wann normale Milch das Colostrum ersetzt, führte das Bluttabu zu der Konsequenz, das Böcklein überhaupt nicht in Muttermilch zu kochen.

### Schweinehaltung und Schweinefleischtabu
Eine Hausschweinhaltung in geringem Umfang ist aus Palästina für die Bronzezeit archäologisch bezeugt und setzte sich in der Eisenzeit bruchlos fort. In mehreren judäischen und israelitischen Dörfern der Eisenzeit II (also in der Zeit der Königreiche Israel und Juda) wurden dem archäologischen Befund zufolge Schweine gehalten: unter anderem in Tell ed-Duwēr, Samaria, Taanach, Tell Qīre, Kinneret und Hazor. Die meist jungen Tiere wurden demnach in profanen Kontexten verzehrt. Schweine machten sich in den Siedlungen nützlich, weil sie Abfälle fraßen; die Jagd auf Wildschweine scheint dagegen unbedeutend gewesen zu sein. Wegen dieser Befunde vermutet Ulrich Hübner, dass das Schweinefleischtabu, das in der Priesterschrift und im Deuteronomium bezeugt ist (Lev 11,7 , Dtn 14,8 ) in exilisch-nachexilischer Zeit an Bedeutung gewann.
Israel Finkelstein und andere israelische Archäologen kontrastieren dagegen aufgrund neuer Daten die Speisegewohnheiten im Nordreich Israel und im Südreich Juda: Im Nordreich, besonders in den Städten der Jesreelebene, sei relativ viel Schweinefleisch konsumiert worden, im Südreich dagegen sei der Schweinefleischkonsum auf bestimmte Orte begrenzt, die als Sonderfälle erklärt werden können. Aroër (Ḫirbet ʿArāʿir) beispielsweise war eine Station an einer wichtigen Handelsstraße. Hier hielten sich vermutlich Menschen mit unterschiedlichen Speisegewohnheiten auf. Finkelstein vermutet, dass das Schweinefleischtabu im Südreich Juda weniger den Unterschied zu den benachbarten Philistern markierte (wo zu dieser Zeit der Schweinefleischkonsum erheblich abgenommen hatte), als zu den Israeliten des Nordreichs. Dieses Thema gewann an Bedeutung, als das Nordreich 722/720 v. Chr. von den Assyrern erobert wurde und ein Teil der Einwohner ins Südreich Juda floh.
Typisch für das hellenistische Judentum sind erzählende Texte, die schildern, wie ihre Protagonisten Tobit, Daniel und Ester an den Speisegeboten festhalten und auftretende Probleme meistern. Die Geschichten spielen in der Zeit der Assyrer, Babylonier oder Perser, sollen aber als Modelle für das Verhalten in der Zeit des Hellenismus und in der römischen Kaiserzeit dienen. Autoren des hellenistischen Judentums stellen die Unterschiedlichkeit der von Juden und Nichtjuden befolgten Speisegebote stark heraus, mit dem Fokus auf dem Schweinefleischtabu – ein Thema, das sich bereits in der Hebräischen Bibel ankündigt (Jes 65,4 , Jes 66,17 ) und dann in der antiken Welt von jüdischen wie nichtjüdischen Autoren als einer der Hauptpunkte der jüdischen Religion wahrgenommen wird.

### Mahlgemeinschaft mit Nichtjuden
Für das antike Judentum und dann auch das Urchristentum war die Mahlgemeinschaft mit Nichtjuden ein sehr sensibles Thema. In der Tora klingt diese Problematik in Ex 34,15  nur knapp an. Ein gemeinsames Mahl wird mit der Begründung abgelehnt, dass die Heiden bei dieser Gelegenheit ihren Götzen opferten. In der Konsequenz taucht bereits die Frage am Horizont auf, ob Juden Fleisch essen dürfen, das von Heiden in einem kultischen Kontext geschlachtet wurde, im Neuen Testament bezeichnet als „Götzenopferfleisch.“
Daneben gibt es aber in der Hebräischen Bibel auch Texte, in denen das Essen am Tisch von Nichtjuden als völlig unproblematisch dargestellt wird (2 Kön 25,29–30 , Jer 52,31–32 ).

## Urchristentum

### Jesus von Nazareth
Jesus von Nazareth hat nach der Darstellung der Evangelien die Bedeutung der Speisegebote relativiert. Das Jesus-Logion Mk 7,15 (Mt 15,11) ist allerdings nicht einfach verständlich. Für den Evangelisten Markus bedeutet es, dass Jesus die Unterscheidung von rein und unrein grundsätzlich aufgehoben habe. In diesem Sinn fügt er am Schluss von V. 19 die Parenthese hinzu: „… damit erklärte er alle Speisen für rein.“ Der Evangelist Matthäus hat hier bearbeitend eingegriffen, allerdings nicht so stark, dass das markinische Verständnis ausgeschlossen würde. Er verstand das Logion als eine zugespitzte rhetorische Formulierung, die sicherstellt, dass das Liebesgebot wichtiger ist als kultische Reinheit. Gegen die Ansicht des Evangelisten Markus und auch des Paulus hielt das Judenchristentum daran fest, dass Jesus die jüdischen Speisegebote nicht grundsätzlich aufgab – historisch dürfte das zutreffend sein, denn die Speisegebote wurden erst zum Problem, als das Christentum sich in die nichtjüdische Welt ausbreitete.

### Paulus von Tarsus
Paulus von Tarsus befasste sich mehrmals mit dem Thema, ob Christen an Speisegebote gebunden seien. In grundsätzlicher Weise klärte er dieses Thema im 14. Kapitel des Römerbriefs. Er konstatierte zunächst, dass seine Adressaten eine unterschiedliche Praxis befolgten: „Der eine glaubt, alles essen (zu dürfen), der andere, schwach (wie er ist), ißt (nur) Gemüse.“ (Vers 2) Ulrich Wilckens erläutert dazu, dass „Gemüseesser“ ein polemischer Begriff sei für Christen, die in jüdischer Tradition aufgewachsen waren und die gewohnte Ernährungsweise auch als Christen nicht missen mochten. In der „heidnisch ‚verseuchten‘ Großstadt“ Rom konnte man eben nie sicher sein, ob das Fleisch, das man kaufte, den Anforderungen der Tora entsprach; aus der gleichen Besorgnis tranken einige Christen in Rom auch keinen Wein (Röm 14,21 ). Paulus gab ihnen Recht: Die Befolgung der Speisegebote sei für Christen nicht heilsnotwendig, aber durch die Taufe lebten Christen in der Freiheit, ihren Speiseplan nach dem eigenen Gewissen gestalten zu dürfen – keiner werde zum Tabubruch genötigt. Für seine eigene Person teilte Paulus die Position der „Starken“: Keine Speise ist an sich unrein (Röm 14,14 ). Aber die Kränkung des Mitchristen, indem man durch eigenes ostentatives Essen sein Nichtessen als falsch vorführte, sei ein Verstoß gegen das Liebesgebot.

„[D]as Reich Gottes ist nicht Essen und Trinken, es ist Gerechtigkeit, Friede und Freude im Heiligen Geist.“

Paulus nahm hier eine Sentenz, mit der ursprünglich vor Maßlosigkeit gewarnt wurde, und gab ihr einen neuen Sinn: Das Reich Gottes, an dem Christen Anteil haben, besteht nicht im Essen oder Meiden von Speisen, sondern in der Art des Umgangs miteinander.
Für eine vorwiegend heidenchristliche Leserschaft in Korinth gab Paulus Ratschläge, wie man sich in vier schwierigen Situationen zu verhalten habe:
1. 1 Kor 8,10 EU: Teilnahme an Mahlzeiten, die nicht eindeutig kultisch geprägt waren, aber im Bankettraum eines heidnischen Heiligtums stattfanden.
2. 1 Kor 10,14–22 EU: Teilnahme am heidnischen Kult und Kultmahlzeiten.
3. 1 Kor 10,25 EU: Genuss von Fleisch, das auf dem Fleischmarkt (macellum) gekauft worden war. Eine Herkunft aus dem paganen Kult war bei diesem Fleisch wahrscheinlich, aber nicht sicher.
4. 1 Kor 10,27–29 EU: Einladung zu einer privaten Mahlzeit in einem heidnischen Haushalt.

Ausgeschlossen war für Paulus die Teilnahme von Christen an einer Kultmahlzeit (Fall 2). In den übrigen drei Fällen orientierte sich Paulus nicht (was jüdischer Tradition entsprochen hätte) an Eigenschaften der Speise, z. B. Herkunft des Fleischs oder Art der Schlachtung, sondern an der Reaktion des Mitchristen, der Zeuge dieser Mahlteilnahme wäre und den diese möglicherweise befremden würde. Dass Paulus die jüdischen Speisegebote anscheinend für irrelevant hielt, könnte Konfliktstoff geboten haben. Sven Galle vermutet, dass an Paulus deshalb fünfmal die Synagogenstrafe der Geißelung vollzogen wurde (nach eigenen Angaben, vgl. 2 Kor 11,24 ). Diese galt nämlich als Disziplinierungsmaßnahme: „Als der wahrscheinlichste Grund für die Verurteilung des Paulus ist das in mMak [= Mischna Makkot] 3,2 erwähnte Essen unreiner Speisen anzunehmen.“

### Paulusschule
Wenn Paulus dazu aufrief, gegebenenfalls auf Fleisch und Wein zu verzichten, um dem Mitchristen keinen Anstoß zu geben, so konnte dies als Aufforderung zu einem asketischen Lebensstil verstanden werden. In der Paulusschule kam es zu einer weiteren Klärung dieses Themas. Der Autor des pseudepigraphen 1. Briefs an Timotheus ließ Paulus maßvolle, aber nicht-asketische Speiseregeln formulieren: Alles Essbare, was Gott geschaffen hat, kann mit Danksagung gegessen werden (1 Tim 4,3 ). „Sollte dies auf die Erschaffung der Tiere anspielen …, dann ist damit gerade auch das Fleisch gemeint,“ vermutet Hans-Ulrich Weidemann. Ob auch der Wein unter die guten Schöpfungsgaben gerechnet wird, bleibt hier in der Schwebe. Darum spricht Paulus das Thema Alkohol seinem Schüler Timotheus gegenüber noch einmal direkt an: Timotheus, der bisher nur Wasser getrunken habe (also asketisch lebte), soll maßvoll Wein trinken – seines Magens wegen, da er kränklich sei (1 Tim 5,23 ). Der Wein ist nicht wie in Psalm 104 ein Genussmittel, sondern eine Medizin. Aber eine Weinaskese ist damit abgelehnt.

### Lukanisches Geschichtswerk
Speisevorschriften für Christen, sogenannte Jakobusklauseln, formulierte das Apostelkonzil in Jerusalem:

„Denn der Heilige Geist und wir haben beschlossen, euch keine weitere Last aufzuerlegen als diese notwendigen Dinge: Götzenopferfleisch, Blut, Ersticktes [d. h. Fleisch von Tieren, die beim Schlachten nicht ausgeblutet sind] und Unzucht zu meiden. Wenn ihr euch davor hütet, handelt ihr richtig.“

Wie kommt eine solche Kurzfassung der biblischen Speisegebote zustande? Zwei Erklärungen werden vorgeschlagen, die beide ihre Probleme haben:
- Es könnte sich um eine Adaption der Gebote handeln, die Nichtisraeliten zu befolgen hatten, um im Land Israel geduldet zu werden (Lev 17,8–16 EU). Dagegen spricht, dass diese Gebote keine Tischgemeinschaft zwischen Israeliten und Nichtisraeliten begründen, außerdem, dass die Regelung in Antiochia am Orontes oder überhaupt im antiken Mittelmeerraum praktiziert werden sollte, also kein Bezug zum Land Israel besteht, der für Lev 17 konstitutiv ist.
- Es könnte sich um eine Adaption der Noachidischen Gebote handeln.[55] Dagegen spricht vor allem, dass die Zusammenstellung der Noachidischen Gebote aus der Tosefta stammt und folglich jünger ist als das Neue Testament.

## Christliche Rezeptionsgeschichte
Zur jüdischen Rezeptionsgeschichte siehe den Hauptartikel Kaschrut.
Als die wörtliche Befolgung biblischer Speisegebote in der Spätantike für viele christliche Autoren obsolet geworden war, bot die Allegorese die Möglichkeit, dem Text spirituelle Botschaften zu entnehmen. Beispielsweise erläuterte Gregor der Große, dass Fische mit Flossen (die Schuppen wurden in diesem Zusammenhang vernachlässigt) zu Sprüngen über die Wasseroberfläche im Stande seien. So solle auch der Christ den Meeresgrund der Sorgen verlassen und sich zu Gott emporschwingen.
Heute werden die alttestamentlichen Speisegebote nur von wenigen christlichen Gemeinschaften beachtet. Zu diesen gehören die Siebenten-Tags-Adventisten und kleinere adventistische Gruppen, Molokanen, Teile der Thomaschristen sowie einige messianisch-jüdische Gemeinschaften.
Mit der Ernährungsweise der Menschen nach der Schöpfung (Gen 1,29) begründen viele bibeltreue Menschen ihren Vegetarismus:

„Dann sprach Gott: Hiermit übergebe ich euch alle Pflanzen auf der ganzen Erde, die Samen tragen, und alle Bäume mit samenhaltigen Früchten. Euch sollen sie zur Nahrung dienen.“

Da an dieser Stelle nicht explizit erwähnt wird, dass auch Tiere als Nahrung dienen sollen, existiert die Auffassung, dass der Mensch laut Bibel als Gottes Schöpfung, auf sein Geheiß hin eigentlich vegetarisch oder sogar vegan leben sollte. Rastafari bezeichnen diese Ernährungsweise als I-tal: „Wir sind grundsätzlich Vegetarier und genießen Tierfleisch nur selten, absolut verboten sind aber der Genuß von Schweinefleisch in allen Formen, von Muscheln, schuppenlosen Fischen, Schnecken etc.“ (Samuel Elisha Brown)